# NGC 4449
NGC 4449 je nepravilna galaktika u zviježđu Lovačkim psima. Spada u skupinu Lovačkih pasa I. 

## Vanjske poveznice
- (engl.) SEDS: NGC 4449
- (engl.) Revidirani Novi opći katalog
- (engl.) Izvangalaktička baza podataka NASA-e i IPAC-a
- (engl.) Astronomska baza podataka SIMBAD
- (engl.) VizieR